# Верт, Изабель
Изабель Регина Верт (нем. Isabell Regina Werth; род. 21 июля 1969, Иссум, Северный Рейн-Вестфалия) — немецкая спортсменка-конник, выступающая в выездке, 8-кратная олимпийская чемпионка, самая титулованная спортсменка в истории конного спорта на Олимпийских играх, 9-кратная чемпионка мира, многократная чемпионка Европы. Выступает за клуб RFV Graf von Schmettow (Рейнберг). Делит рекорд по количеству золотых олимпийских наград среди всех немецких спортсменов с Биргит Фишер. Единственная спортсменка в истории современных Олимпийских игр, которая выигрывала медали на 7 Играх.

## Общая информация

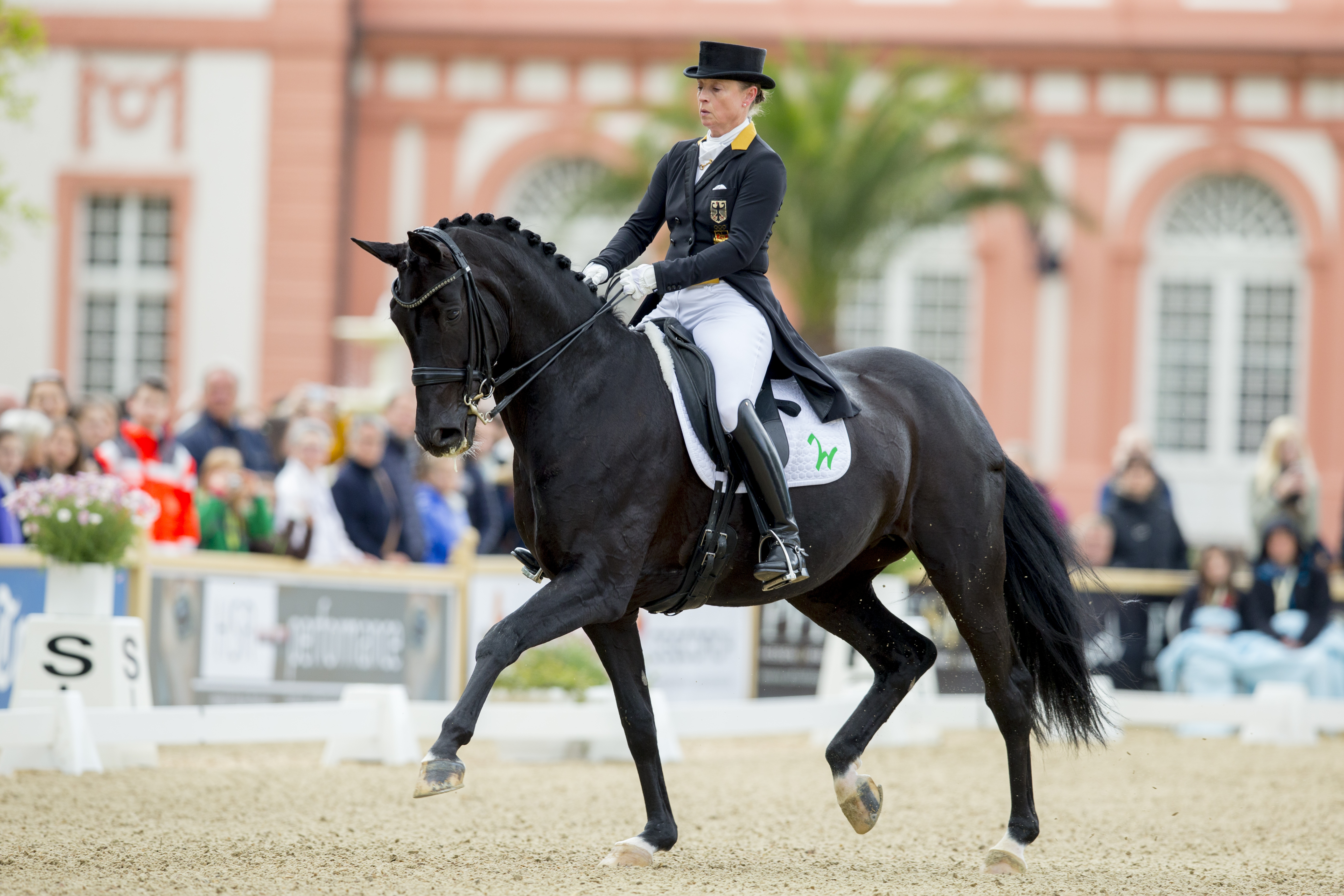
2016 год

7-кратная олимпийская чемпионка в командной выездке (1992, 1996, 2000, 2008, 2016, 2020 и 2024). В личной выездке олимпийская чемпионка 1996 года и 6-кратный серебряный призёр Олимпийских (1992, 2000, 2008, 2016, 2020, 2024). Таким образом, выигрывала как минимум серебро во всех 14 дисциплинах на семи Олимпийских играх, в которых участвовала. В 1992, 1996 и 2000 годах выступала на Gigolo FRH (1983—2009) ганноверской породы, в 2008 году — на Satchmo (род. 1994), в 2016 году — на Weihegold OLD ольденбургской породы (род. 2005), в 2021 году — на Bella Rose, в 2024 году на Wendy.
Чемпионка мира 1994, 1998 и 2006 годов в личном и командном первенстве. В 2014 году выиграла своё седьмое золото чемпионки мира, победив в командной выездке в седле Bella Rose. В 2018 году в седле Bella Rose выиграла два золота на чемпионате мира, победив в личной и командной выездке. Победительница Кубка мира 1992 года.
Чемпионка Европы 1991, 1993, 1995 и 1997 годов в личном первенстве, 1989, 1991, 1993, 1995, 1997, 1999, 2001 и 2003 годов в командном. Победительница Дерби по выездке 1996 года в Гамбурге. 6-кратная чемпионка Германии. Работает адвокатом.

## Результаты на Олимпийских играх
| Дисциплина        | 1992 | 1996 | 2000 | 2004 | 2008 | 2012 | 2016 | 2020 | 2024 |
| ----------------- | ---- | ---- | ---- | ---- | ---- | ---- | ---- | ---- | ---- |
| Личная выездка    | 2    | 1    | 2    | —    | 2    | —    | 2    | 2    | 2    |
| Командная выездка | 1    | 1    | 1    | —    | 1    | —    | 1    | 1    | 1    |